# Три мушкетери
«Три мушкете́ри» — роман французького письменника Александра Дюма, написаний  1844 року. Книга присвячена пригодам юного французького дворянина д'Артаньяна, який покинув свою батьківщину Гасконь, щоб стати мушкетером короля Франції. Інші герої роману та друзі мушкетера: Атос, Портос і Араміс. Історія д'Артаньяна продовжується в двох інших романах трилогії: «Двадцять років потому» і «Віконт де Бражелон, або Десять років потому».
Історія, переказана Дюма, присвячена пригодам д'Артаньяна і його друзів в період між 1625 і 1628 роками. У ці роки вони були включені в пригоди та інтриги між королем Людовіком XIII, його першим міністром кардиналом Рішельє, королевою Анною Австрійською і її англійським коханцем лордом Бекінгемом.

## Історія створення
«Три мушкетери» спочатку публікувалися главами в газеті «Ле Сьєкль» (франц. Le Siècle) з березня по липень 1844 року. Це традиційний роман з продовженням, роман-фейлетон: глава обривалася на найцікавішому місці, щоб читач з нетерпінням чекав продовження. Таким чином, читацьке сприйняття книги в той час відрізнялося від нинішнього, коли книгу читають відразу цілком.
Оскільки Дюма платили в газеті за рядки тексту, він винайшов Грімо — слугу Атоса, який висловлювався виключно односкладово. Таким чином, рядок, на якому стояло одне слово «так» або «ні», оплачувався так само, як і повний рядок тексту. До моменту написання «Двадцять років потому» видавці вирішили все ж платити Дюма послівно, і Грімо відразу став трохи більш говірким.
Спочатку в рукописі стояло ім'я д'Артаньяна — Натаніель. Воно не сподобалося видавцям і було викреслене.
Дюма постійно використовував працю літературних рабів і працював над «Трьома мушкетерами» разом з Огюстом Маке (1813—1886). Цей же автор допомагав йому при створенні «Графа Монте-Крісто», «Чорного тюльпана», «Намиста королеви». Пізніше Маке подав до суду і зажадав визнання 18 романів, написаних ним у співавторстві з Дюма, як його власних творів, але суд визнав, що його робота була не більше, ніж підготовчою.
Дюма назвав свій роман «Атос, Портос і Араміс», але видавцю ця назва не сподобалася, бо, на його думку, в читача могло скластися враження, що роман про стародавню Грецію. Він запропонував назву «Три мушкетери», на що Дюма відповів: «Любий друже, я тим більше пристаю на вашу думку, назвати роман „Три мушкетери“ з огляду на те, що їх чотири, назва буде абсурдом, а це обіцяє роману більший успіх».
Як зазначено у передмові автора, Дюма спирався при написанні роману на «Мемуари д'Артаньяна», книгу Гатьєна де Куртіля, написану в 1700 році. Дюма позичив примірник цієї книги на вічне віддавання в публічній бібліотеці Марселя, про що зберігся запис у формулярі.

## Історичний контекст

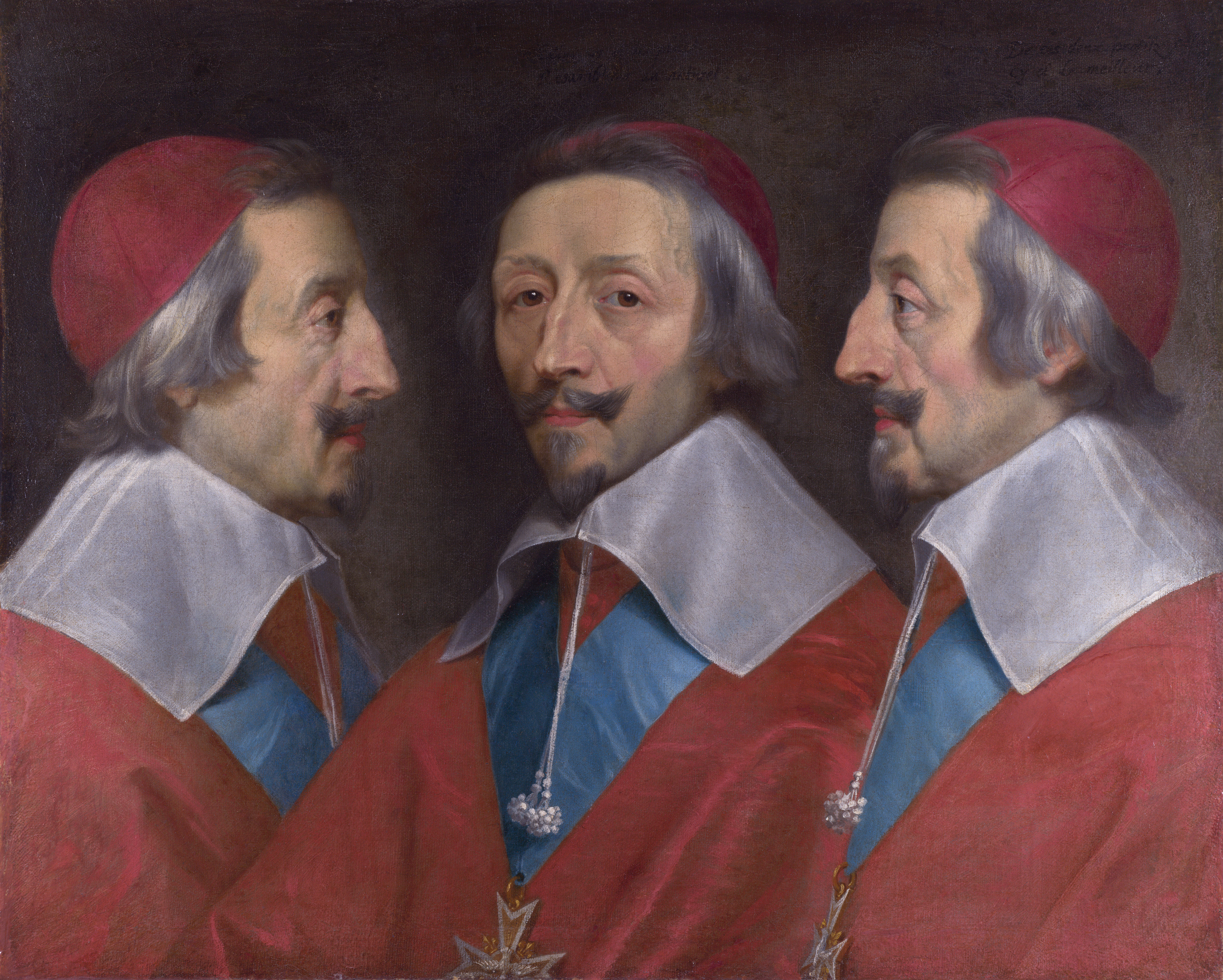
Потрійний портрет Кардинала Рішельє, 1642, Філіп де Шампань

Дія роману відбувається на початку 17 ст., коли королем Франції був Людовік XIII, людина надто слабка й недосвідчена для правління державою. Фактично влада належала кардиналу Рішельє, на якого король покладався в усіх політичних справах. Дюма перебільшує ворожнечу між королем та кардиналом — в романі обидва ведуть приховану війну між собою. Інструментом цієї боротьби є добірні військові частини — полк мушкетерів, улюбленців короля, та полк гвардійців, улюбленців кардинала. Дюма також використовує відому з історії ворожнечу між кардиналом та королевою, Анною Австрійською.
Три мушкетери й д'Артаньян беруть участь у облозі Ла-Рошелі, останнього форпосту гугенотів на території Франції. Інша історична подія, яка описана в романі в інтерпретації Дюма — вбивство герцога Бекінгема. Це справжня історична подія, однак роль міледі в спонуканні Джона Фелтона до злочину — художня вигадка автора.

## Сюжет
У 1625 році у Франції молодий небагатий дворянин д'Артаньян покидає родину в Гасконі та вирушає до Парижа, щоб приєднатися до полку мушкетерів. Дорогою він стикається з вельможею, що висміює його коня. Д'Артаньян викликає кривдника на дуель. Але товариші вельможі побили д'Артаньяна і зламали його зброю, а рекомендаційний лист до пана де Тревіля, командира мушкетерів, викрали. Д'Артаньян вирішує помститися цьому чоловікові, який пізніше виявляється графом де Рошфором, агентом кардинала Рішельє. Граф передає накази від кардинала його шпигунці, леді де Вінтер. Д'Артаньян дістається до Парижа, де відвідує пана де Тревіля в штаб-квартирі мушкетерів, але де Тревіль ввічливо відхиляє його заяву через відсутність рекомендаційного листа. Д'Артаньян повинен прослужити два роки в менш престижному полку, щоб довести своє право стати мушкетером. Д'Артаньян бачить Рошфора та намагається помститися йому. Та через це він ненавмисне ображає трьох мушкетерів, Атоса, Портоса та Араміса, і повинен битися з ними на дуелі по черзі. На подив мушкетерів, він погоджується.
Коли д'Артаньян і Атос починають битися, з'являються охоронці кардинала Рішельє і намагаються заарештувати д'Артаньяна та трьох мушкетерів за незаконну дуель. Тоді д'Артаньян і мушкетери об'єднуються проти п'ятьох охоронців і перемагають, серйозно поранивши Жюссака, одного з офіцерів кардинала та відомого бійця. Дізнавшись про це від Рішельє, король Людовик XIII призначає д'Артаньяна в роту королівської гвардії де Есарта і дає йому грошей. Д'Артаньян наймає слугу на ім'я Планше, знаходить житло і доповідає про своє несподіване призначення месьє де Ессару, в чиїй роті йому доведеться служити два роки, перш ніж його розглядатимуть на кандидатуру мушкетера. Невдовзі після цього галантерейник Бонасьє, в якого живе д'Артаньяна, розповідає, що його дружину Констанцію викрали. Коли її незабаром звільняють, д'Артаньян закохується в неї з першого погляду. Вона працює на королеву Франції Анну, яка таємно заводить роман з англійським герцогом Бекінгемом. Король Людовик XIII раніше подарував королеві діаманти, але вона дарує їх Бекінгему на пам'ять.
Кардинал Рішельє, який хоче війни між Францією та Англією, підмовляє короля, щоб королева обов'язково носила діаманти на балу. Константа намагається відправити свого чоловіка до Лондона за новими діамантами. Проте Рішельє відмовляє його від поїздки і до Лондона вирушають д'Артаньян з новими друзями. По дорозі до Англії поплічники кардинала неодноразово нападають на них, і лише д'Артаньян і Планше досягають Лондона. Д'Артаньян нападає на графа де Варда, друга кардинала, двоюрідного брата Рошфора та коханця леді Вінтер. Хоча леді Вінтер вкрала дві коштовності, д'Артаньян отримує їм заміну в ювеліра та повертається до королеви Анни саме вчасно, щоб врятувати її честь. У подяку вона дарує йому красивий перстень. Незабаром д'Артаньян починає роман з Констанцією. Вона призначає побачення, проте Рошфор і пан Бонасьє, діючи за наказом кардинала, напали на Констанцію та ув'язнили її. Д'Артаньян і його друзі повертаються до Парижа. Д'Артаньян офіційно зустрічається з леді Вінтер і закохується в неї, проте шпигунка лишається баудужою.
Д'Артаньян вдає з себе графа де Варда для зустрічі з леді Вінтер. При побаченні в темряві він знаходить плечі леді Вінтер позначку в вигляді лілії, що позначає її як злочиницю. Дізнавшись, що перед нею був самозванець, леді Вінтер намагається вбити його, але д'Артаньян успішно тікає. Пізніше йому наказують взяти участь у облозі Ла-Рошелі. Йому повідомляють, що королева врятувала Констанцію з в'язниці. У корчмі мушкетери чують, як кардинал просить міледі вбити Бекінгема, прихильника протестантських повстанців у Ла-Рошелі, який надіслав війська їм на допомогу. Наступного ранку Атос б'ється об заклад, що він, д'Артаньян, Портос і Араміс та їхні слуги зможуть протягом години утримувати відвойований бастіон Сен-Жерве проти повстанців. Вони чиниять опір протягом півтори години, перш ніж відступають. За це д'Артаньяна посвячують у мушкетери. Леді Вінтер опиняється в ув'язненні, та вона спокушає свого охоронця Фелтона і переконує його дозволити їй втекти та вбити самого Бекінгема. Після повернення до Франції вона ховається в монастирі, де також перебуває Константа.
Бачачи шанс помститися д'Артаньяну, леді Вінтер смертельно отруює Константу перш, ніж д'Артаньян встиг би її врятувати. Мушкетери заарештовують шпигунку до того, як вона втече до кардинала Рішельє. Вони приводять офіційного ката, віддають її під суд, засуджують до смерті і страчують. Після її страти четверо друзів повертаються до облоги Ла-Рошелі. Гвардійці кардинала заарештовують д'Артаньяна і відводять його до Рішельє. Той радий позбутися міледі, тому знищує пише наказ, підвищуючи його до лейтенанта роти мушкетерів Тревіля, залишаючи ім'я порожнім. Д'Артаньян пропонує листа Атосу, Портосу та Арамісу по черзі, але кожен відмовляється. Отож, д'Артаньян, хоч і радий, отримує підвищення, про яке мріяв. Портос одружується з багатою вдовою, а Араміс постригається в монахи. Атос лишається служити з д'Артаньяном.

## Персонажі

### Головні герої
- Д'Артаньян (пан д'Артаньян-син)
- Атос (граф де Ла Фер)
- Портос (барон дю Валлон де Брасьє де Пьєрфон)
- Араміс (шевальє д'Ербле, єпископ Ваннський)

### Реальні історичні особистості
- кардинал Рішельє
- король Людовик XIII «Справедливий»
- королева Анна Австрійська
- герцог Бекінгем
- Де Тревіль
- Ла Порт
- герцогиня де Шеврез
- ''Джон Фелтон
- король Англії Карл I

### Вигадані персонажі
- Міледі. Вона ж Анна де Бейль, вона ж леді Кларік, вона ж баронеса Шеффілд, вона ж Шарлотта Баксон, вона ж графиня де Ла Фер, вона ж леді Вінтер. Шпигунка кардинала.
- граф Рошфор. Відданий радник кардинала. Ймовірно, має реального історичного прототипа.
- Констанція Бонасьє. Дружина галантерейника Бонасьє і коханка д'Артаньяна. Отруєна міледі в монастирі кармеліток. (У книзі під назвою «Констанція» називається рідко; її ім'я частіше згадується в екранізаціях (зокрема, в радянській 1978 року)).
- Планше. Слуга д'Артаньяна.
- Грімо. Слуга Атоса.
- Базен. Слуга Араміса.
- Мушкетон. Лакей Портоса.
- Кетті. Дівчина, спокушена д'Артаньяном. Служниця міледі.
- пан Бонасьє. Чоловік Констанції Бонасьє, міщанин, галантерейник. Став працювати на кардинала після залякування і підкупу.

## Екранізації

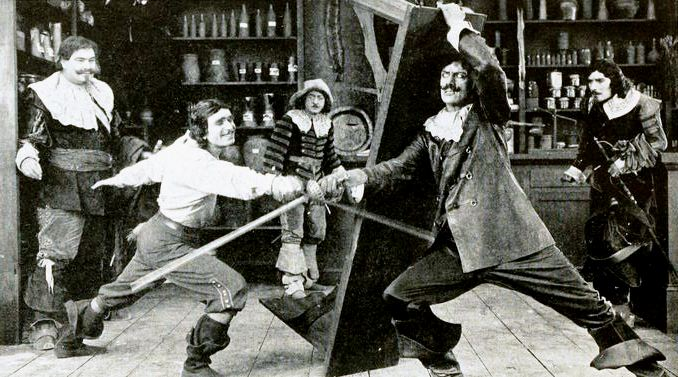
Кадр з американського фільму «Три мушкетери» (англ. The Three Musketeers), 1921

Роман був екранізований безліч разів, починаючи ще з кінця XIX століття. Тільки американських і французьких екранізацій, фільмів і мультфільмів за мотивами роману налічується більше 20. Також до історії про мушкетерів зверталися кінематографісти Австралії, Бразилії, Великої Британії, Німеччини, Іспанії, Італії, СРСР і інших країн.

## Виноски
1. ↑  American literary gazette and publishers' circular. The University of California. 1864.
2. ↑  André Maurois (1966). Alexandre Dumas: a great life in brief. Knopf.
3. ↑  Church, William Conant (1965). The Galaxy, Volume 23. Volumes 7-12 of American periodical series, 1850—1900. Original from the University of California: W.C. and F.P. Church.
4. ↑  André Maurois, 1957 (1957). The Titans: a three-generation biography of the Dumas. Harper. с. 508.
5. ↑  Claude Aziza. Preface dans «Les Trois Mousquetaires. Vingt ans apres.» Omnibus. 1998.